# Корба (Туніс)
Корба (араб. قربة) — місто в Тунісі. Входить до складу вілаєту Набуль. Станом на 2004 рік тут проживало 34 807 осіб.